# Celtic Park
Celtic Park, també conegut com a Parkhead és un estadi de futbol situat a la ciutat de Glasgow a Escòcia. El propietari del camp és el Celtic que hi juga els seus partits com a local. La seva capacitat màixma és de 60.832 espectadors el que el converteix en l'estadi amb major aforament de la lliga escocesa i d'Escòcia. Va ser inaugurat el 1892. Archibald Leitch va ser l'encarregat de dissenyar-ne la construcció. La superfície és de gespa natural i les dimensions del terreny de joc són de 125 x 80 metres.